# Hans Baudisch
Hans Baudisch (* 27. August 1881 in Salzburg; † 28. November 1948 in Wien) war ein österreichischer Ingenieur und Techniker.

## Leben
Er war der Sohn des Schulrektors Johannes Baudisch († 1922) und dessen Ehefrau Hermine geborene Schuster. Nach dem Besuch der Staatsoberrealschule in Salzburg studierte Hans Baudisch Maschinenbau an der Technischen Hochschule in Wien und promovierte dort im Jahre 1905 zum Dr. techn. Danach war er über sechs Jahre praktisch im Turbinenbau tätig, zuerst bei der Leobersdorfer Maschinenfabrik, dann in Krems und zuletzt im Deutschen Reich in Gotha. 1910 erfolgte seine Bestallung als Studienrat, Fachvorstand und Lehrkraft an der Maschinenbauschule der Technisch-gewerblichen Bundeslehrsanstalt in Wien. Von 1914 bis 1918 nahm er aktiv am Ersten Weltkrieg teil und war in der Segelflugstation in Pula eingesetzt. 
Bekannt wurde er besonders durch das von ihm verfasste Mechaniklehrbuch für Staatsgewerbeschulen. Spezialisiert hatte sich Hans Baudisch vor allem auf Wasserturbinenbau, Hydro- und Aeromechanik und angewandte Hydraulik und verfasste über 100 Publikationen zu diesen Themen, die er zum Teil im Selbstverlag herausgab. Er war Mitglied des Österreichischen Ingenieur- und Architekten-Vereins und des Elektrotechnischen Vereins in Wien sowie des Österreichischen Wasserwirtschaftsverbandes.
Er lebte in Wien V, Laurenzgasse 12.

## Familie
Hans Baudisch heiratete am 21. April 1908 in Salzburg die in Meran geborene Anna (geb. Schweitzer), die Tochter eines Gerbermeisters. Aus der Ehe gingen die Töchter Gertraud und Marianne hervor.

## Ehrungen
- Goldenes Verdienstkreuz mit dem Kreuz

## Schriften
- Die Saugturbinen, München, Berlin: Oldenbourg, 1914.
- Moderne Konstruktionsgrundsätze des Wasserturbinenbaues, Wien: Selbstverlag, 1915.
- Beitrag zur Frage der Stabilitätsbedingungen der Turbinenregler, Wien: Verlag für Fachliteratur, 1915.
- Über den Ausbau von Wasserkräften mit sehr kleinem Gefälle mit besonderer Berücksichtigung der Stromturbinen, Wien: Selbstverlag, 1915.
- Gegenüberstellung von Stoß- und Umlenkungstheorie, Berlin, Wien, 1917.
- Der hydraulische Wirkungsgrad großspaltiger Vollstrahlwasserturbinen, Wien, 1929.